# Kalander
En kalander (af græsk κύλινδρος, kylindros, 'cylinder') er et valseværk med flere valser som kan være monteret over hinanden, og som har været brugt i papir-, plast-, gummi- og tekstilindustrien. 

Hensigten kan være at udjævne, præge eller imprægnere materialet i en kalandreringsproces.
- Tegning som viser kalandere og kalandreringsprocessen
- Forskellige valseopstillinger til kalandreringsprocessen
- Kalandermaskine i batteriproduktion